# Битва при Онгале
Битва при Онгале (болг. Битка при Онгъла) — сражение между войсками византийского императора Константина IV и Аспаруха в 680 году. Булгары одержали победу, что привело к созданию Первого Болгарского царства.

## Предыстория
В 632 году Кубрат провозгласил независимость от авар и встал во главе Великой Болгарии. После его смерти (ок. 665) основанное им государство распалось. Третий сын Кубрата, Аспарух, под хазарским давлением ушёл на запад, в Добруджу, вблизи владений Византии. Чтобы изгнать их, император Константин IV приказал всем войскам во Фракии перейти за Дунай, и сам двинулся против булгар с сухопутными и морскими силами.

## Сражение
Константин IV расположил пехоту между реками Ольгою и Дунаем, а корабли поставил у берегов реки. Булгары, увидев многочисленность византийского войска, нашли убежище в своих деревянных укреплениях. Осада, затруднённая болотистостью здешней местности, продолжалась три или четыре дня.
Так как византийцы не начинали сражения, булгары стали смелее и сами начали атаковать противника. Константин IV страдал от подагры и был вынужден возвратиться на юг для пользования минеральными банями (возможно, в Бургасе). Византийская армия посчитала этот отъезд императора бегством с поля боя. Вслед за этим в её рядах начались беспорядки. Воспользовавшись ими, булгары напали на византийцев. Феофан Исповедник сообщал: «Болгары уже приметивши это, преследовали их, весьма многих истребили мечом, многих ранили, гнались за ними до самого Дуная, переправились чрез эту реку…»

## Последствия
Булгары переправились через Дунай, покорили местные славянские племена и расселились в Мёзии. Константин IV был вынужден заключить с ними мир и обязался платить ежегодный налог.
Так возникло Первое Болгарское царстве на Дунае.

## В культуре
Битва при Онгале занимает центральное место в сюжете третьей серии болгарского телефильма «Хан Аспарух» (1981).